# 백낙원
백낙원(白樂元, ? ~ ?)은 대한제국 말기에 일진회와 자위단원호회 회원이었다. 본관은 수원이다.

## 생애
백낙원은 1904년 친일단체 일진회가 발족한 직후 사찰원과 사무원에 임명되어 실무진으로 참가했다. 1907년 조직된 자위단원호회에서는 제7부 위원을 맡았다. 자위단원호회 제7부는 의병운동 탄압을 위해 황해도, 평안도 지방으로 출장 활동을 벌였고, 백낙원도 위원장인 홍윤조를 수행해 서북 지역을 순회했다.
1908년부터 한일 병합 조약 체결을 성사시킨 뒤 일진회가 해체된 1910년까지 일진회 평의원으로 있으면서 일진회가 주도한 합방청원운동에 참여했다. 1909년에는 일진회가 설립한 대한노동회의 평의원을 지내기도 했다.
1910년 일진회가 해산되었을 때 일본 정부에서 상금 조로 준 해산금 200원을 수령했고, 1934년 흑룡회가 일한합방기념탑 석실에 한일 병합 공로자의 이름을 기록했을 때도 포함되었다.

## 사후
2006년 친일반민족행위진상규명위원회가 발표한 친일반민족행위 106인 명단과 2008년 발표된 민족문제연구소의 친일인명사전 수록예정자 명단에 모두 선정되었다.

## 같이 보기
- 일진회
- 자위단원호회

## 참고자료
- 친일반민족행위진상규명위원회 (2006년 12월). 〈백낙원〉 (PDF). 《2006년도 조사보고서 II - 친일반민족행위결정이유서》. 서울. 672~678쪽쪽. 발간등록번호 11-1560010-0000002-10. 2007년 10월 10일에 원본 문서 (PDF)에서 보존된 문서. 2007년 8월 17일에 확인함.